# Alfred Phiri
Alfred Maimane Phiri (ur. 22 czerwca 1974 w Alexandrze) – piłkarz rodem z RPA, grający na pozycji pomocnika.
Karierę rozpoczął w klubie z rodzinnego miasta, Alexandra United. Grał również w Jomo Cosmos, tureckich klubach Genclerbirligi oraz Samsunspor. Po wieloletnim pobycie w Turcji powrócił do ojczyzny, gdzie grał ponownie w Jomo Cosmos oraz Moroka Swallows. Obecnie jest piłkarzem Supersport United.
Grał w reprezentacji RPA, w barwach której wystąpił na Mistrzostwach Świata 1998, gdzie jednak zagrał tylko w jednym spotkaniu, przeciwko Danii. W tym samym meczu otrzymał dwie żółte kartki i w konsekwencji czerwoną.